# Myricaria longifolia
Myricaria longifolia är en tamariskväxtart som först beskrevs av Carl Ludwig von Willdenow, och fick sitt nu gällande namn av Christian Gottfried Ehrenberg. Myricaria longifolia ingår i släktet klådrissläktet, och familjen tamariskväxter. Inga underarter finns listade.